# Wojna domowa w Rzeczypospolitej (1704–1709)

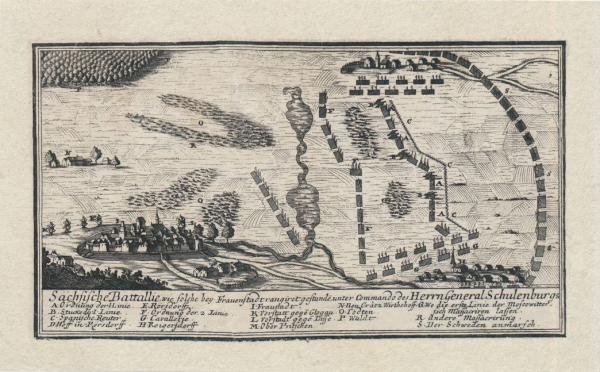
Bitwa pod Wschową

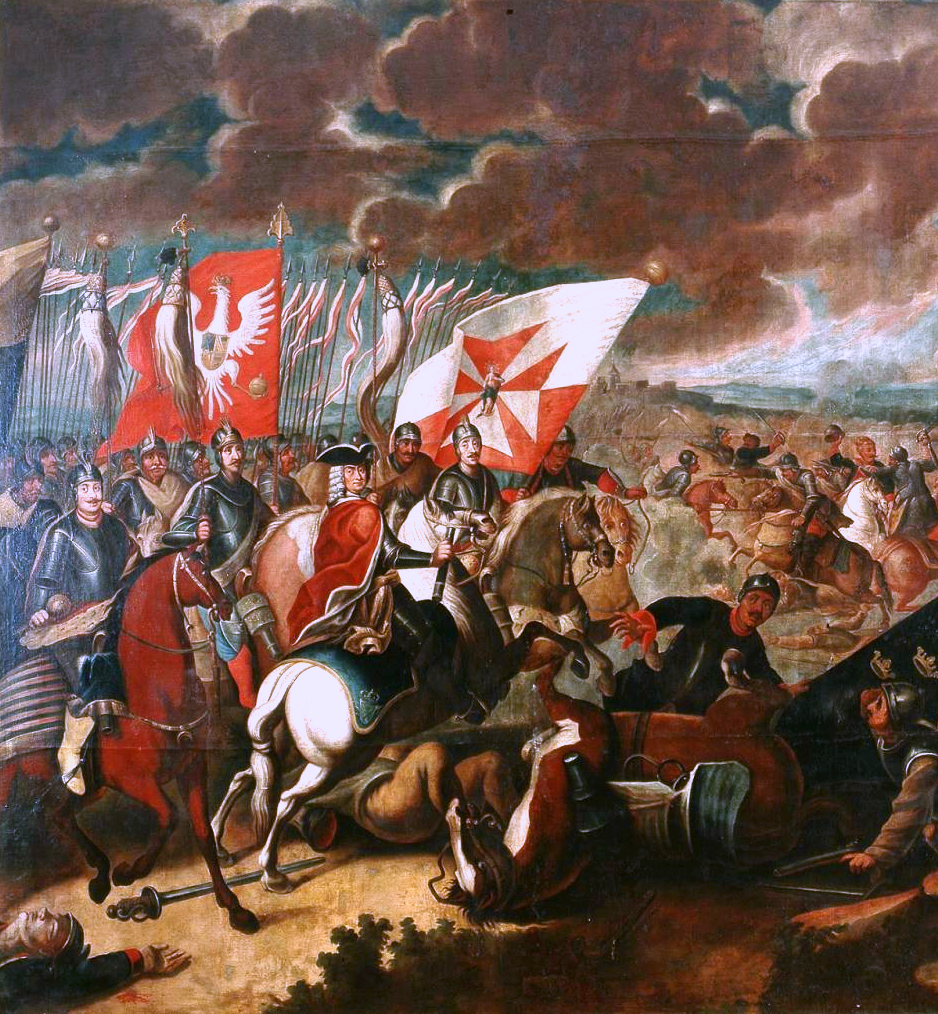
Bitwa pod Kaliszem (1706)

Wojna domowa w Polsce w latach 1704–1706 – część większego konfliktu w Europie, III wojny północnej. Zmagania pomiędzy konfederacją sandomierską, wierną Augustowi II Mocnemu, a konfederacją warszawską, wierną Stanisławowi Leszczyńskiemu. Wojna została zakończona krótkotrwałym zwycięstwem Leszczyńskiego (pokój w Altranstädt).

## Preludium

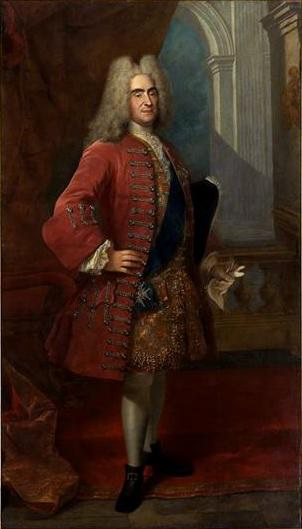
Portret Augusta II Mocnego z ok. 1723 roku.

W 1700 roku August II, w przymierzu Elektoratu Saksonii z Carstwem Rosyjskim, wznowił wojnę ze Szwecją o Inflanty.
W serii krwawych bitew m.in. pod Kliszowem w 1702 roku Szwedzi rozgromili siły Rzeczypospolitej, opanowując prawie cały kraj. W czerwcu 1703 August II zwołał sejm ekstraordynaryjny do Lublina, gdzie musiał stawić czoło silnej opozycji, niezadowolonej z jego rządów. Król otwarcie wystąpił przeciwko przywódcy opozycji prymasowi Michałowi Stefanowi Radziejowskiemu, nakazał też porwanie królewiczów Jakuba i Konstantego Sobieskich.
Opozycyjne w stosunku do króla Augusta II kręgi szlachty zawiązały wówczas zbrojną konfederację w Warszawie, zaś na zjeździe w styczniu 1704 ogłoszono detronizację Augusta II. Wykorzystał to niezwłocznie Karol XII i wyszukał sobie nowego króla Polski w osobie młodego wojewody poznańskiego, Stanisława Leszczyńskiego, po czym 12 lipca 1704 sejm elekcyjny w postaci niewielkiego zgromadzenia szlachty, w otoczonym przez wojska szwedzkie Arvida Horna obozie podwarszawskim, dokonała jego formalnego wyboru na króla polskiego.

## Wojna domowa
Dotychczasowy król Polski, August II, nie miał jednak zamiaru abdykować. W maju 1704 doprowadził do zawiązania konfederacji sandomierskiej, grupującej jego zwolenników, ogłosił pospolite ruszenie obronne i 30 sierpnia, w Narwie zawarł w imieniu Rzeczypospolitej traktat sojuszniczy z Carstwem Rosyjskim Piotra I, od tego momentu Polska była formalnie w stanie wojny ze Szwecją.
W kraju zaczęła rozwijać się wojna domowa pomiędzy zwolennikami saskiego Augusta II i Stanisława Leszczyńskiego, zgodnie z powiedzeniem: Jedni do Sasa, drudzy do Lasa. Augustowi udało się odbić Warszawę, jednak już po dwóch miesiącach wycofał się do Saksonii. W listopadzie 1704 roku doszło do bitwy pod Poniecem. W 1705 powrócił do Polski, odbył nawet tzw. radę grodzieńską, na której uzyskał powszechne poparcie większości senatorów. 13 lutego 1706 spóźnił się na plac boju i poniósł klęskę w bitwie pod Wschową.

## Krótkotrwałe zwycięstwo Leszczyńskiego
Gdy Szwedzi zagrozili całkowitym podbojem Elektoratu Saksonii August II Mocny zrzekł się korony polskiej na rzecz Stanisława Leszczyńskiego we wrześniu 1706 na mocy pokoju w Altranstädt. Jeszcze w piątym tygodniu po zawarciu rozejmu, 29 października 1706 armia Augusta II pokonała Szwedów w bitwie pod Kaliszem, ta mała bitwa nie zmieniła jednak warunków pokoju w Altranstädt.
Warunki te zmieniła znacznie większa bitwa. W 1708 roku król szwedzki, Karol XII, zdecydował się na rozprawę z Rosją i poprowadził swe armie na wschód. Lecz tam Szwedzi ponieśli 8 lipca 1709 druzgocącą klęskę w bitwie pod Połtawą. Rozpoczęli wtedy szybki odwrót również z terenów Rzeczypospolitej, a wraz z nimi emigrowali ich poplecznicy i zwolennicy Stanisława Leszczyńskiego.
W tej sytuacji August II Mocny w 1709 wrócił do kraju, jakby zapominając, że kilka lat wcześniej zrzekł się w uroczystym ślubowaniu polskiej korony królewskiej. Zaczął swe nowe rządy od zawarcia z Piotrem I traktatu w Toruniu 20 października 1709. Car zobowiązał się utrzymać go swoją potęgą na tronie polskim:  ...i zarówno udzielać mu pomocy wojskowej, jak iść mu zawsze na rękę w Rzeczypospolitej Polskiej dobremi usługami.
Powrót Augusta na tron zatwierdziła Walna Rada Warszawska 1710 roku. W 1715 doszło do kolejnej walki z Sasami (Konfederacja tarnogrodzka).